# Liste des rois puis comtes de Cornouaille
Ne doit pas être confondu avec comte de Cornouailles.

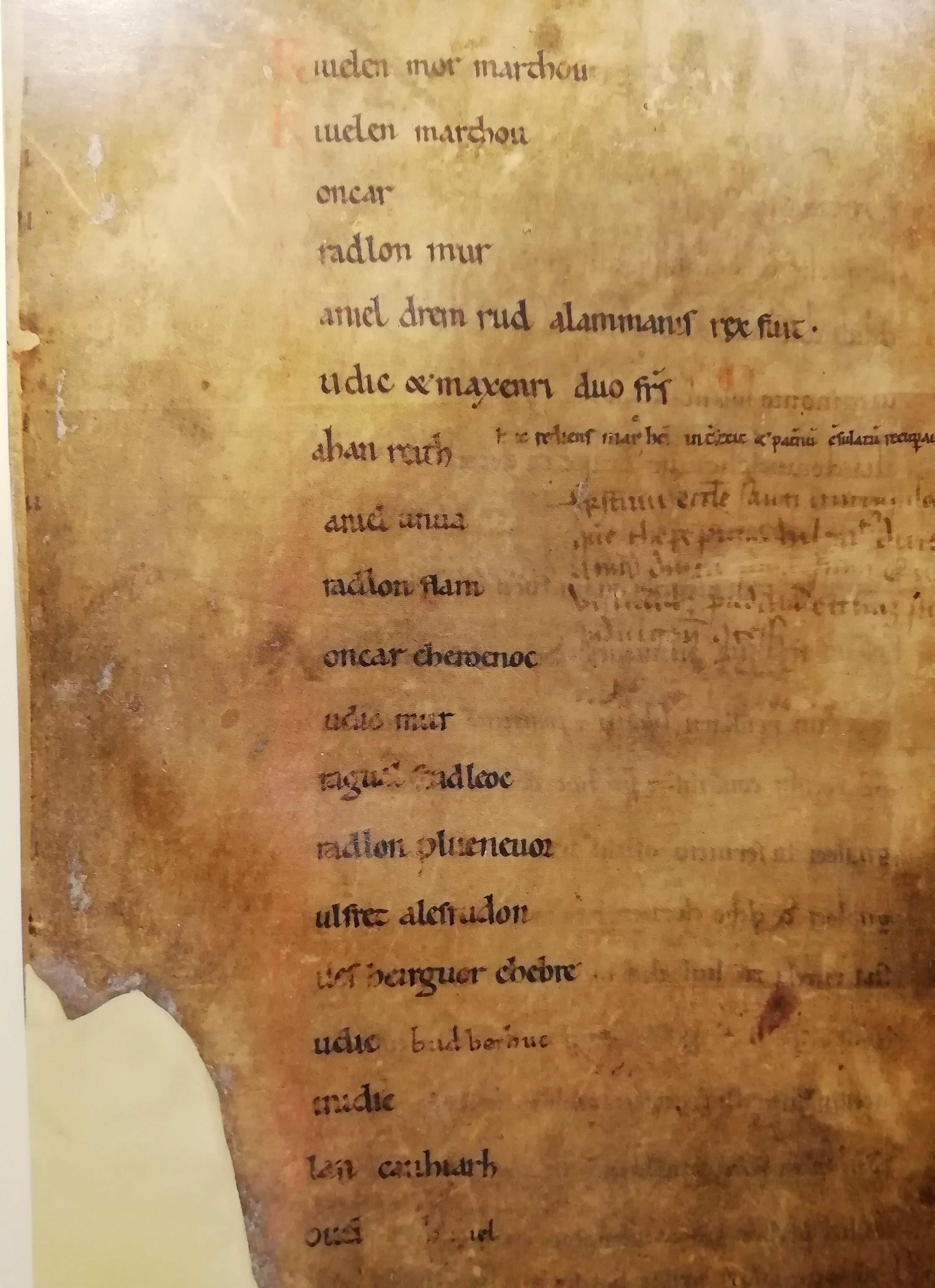
Folio final du cartulaire de Landévennec, listant les comtes et vicomtes légendaires de Cornouailles.

Cet article concerne la liste des rois puis comtes de Cornouaille (Bretagne).
Le cartulaire de l'abbaye de Landévennec copié au XIe siècle donne la liste des rois (ou princes) et des comtes de Cornouaille. Elle diffère légèrement de celles des cartulaires de l'abbaye Sainte-Croix de Quimperlé (fin XIIe) et de Quimper (milieu XIVe). Ces listes posent cependant de larges problèmes chronologiques, qui empêchent d'apprécier la réalité du pouvoir breton à cette époque lointaine. Une solution à ce problème est d'estimer que ces listes, liturgiques tout d'abord, n'avaient pas vocation à être rigoureuses, et mélangeaient légendes populaire avec l'Histoire pour légitimer les clercs réguliers qui s'en réclamaient.

## Listes

### Source: Cartulaires
| Nom | Dates de règne       | Notes |
| --- | -------------------- | --- |
| Rivelen Mor Marthou / Riwallon Meurmarziou (i.e. : aux grandes merveilles ou aux grands chevaux)         | Début du VIe siècle  | - Aussi donné par différentes sources comme identique à Riwal, premier roi légendaire des Bretons d'Armorique. |
| Rivelen Marthou                                                                                          | ?                    | - Doublet du précédent. |
| Concar/Cungar                                                                                            | ?                    | - Peut-être identifiable avec Cyngar ap Owain ap Macsen[Qui ?]. Un fils de Brychan selon G. Péron. |
| Gradlon Mur (i.e. : le grand)                                                                            | fl.500               | - Peut-être à l'origine du roi Gradlon de la légende d'Ys. |
| Daniel Drem Rud (i.e. : au visage/regard rouge)                                                          | ?                    | - « Qui fut roi des Alamanni » : à corriger par "Albani" (Fleuriot, Origines, 1980), ce qui l'aurait fait régner sur les deux rives de la Manche, le mot Albani étant donné aux habitants d'Albion, autre nom primitif de la Grande Bretagne.                                                                           |
| Budic et Maxen ri/Maxenri                                                                                | Milieu du VIe siècle | - Le premier est un personnage célèbre des vitae mais dont la filiation pose un problème, étant, selon la vie de saint Euddogwy, le fils d'un certain Kybydan ; il noue des liens solides avec l'aristocratie du Dyfed. Le second est peut-être une résurgence de l'empereur Magnus Maximus (en vieux breton Macsen ri) |
| Iahan Reith (i.e. : le juste, le droit ; ce nom est en réalité plus complexe, voir article détaillé)     | ?                    | - « Qui, revenant, tua Marchel et récupéra l'héritage paternel », qui serait Riothamus d'après John Morris, ou encore Tewdrig ap Meurig. |
| Daniel Unua                                                                                              | ?                    | |
| Gradlon Flam                                                                                             | ?                    | |
| Concar Cheroenoc                                                                                         | Fin du VIIe siècle   | - Peut-être identifiable avec Concar fils d'Urbien, fils de Judicaël de Domnonée et fondateur légendaire de Concarneau vers 692. |
| Budic Mur                                                                                                | ?                    | - Doublet du premier Budic ? |
| Fragual Fradleoc                                                                                         | ?                    | |
| Gradlon Plueneuor                                                                                        | Début du Xe siècle   | - Que certains considèrent comme le Gradlon « historique » donateur généreux de l'abbaye de Landévennec et intermédiaire privilégié des francs ; selon A. Chédeville, il se fit finalement moine à l'abbaye Saint-Mesmin de Micy.                                                                                       |
| Aulfret (Altfret, Aufred) Alesrudon                                                                      | ?                    | - Père présumé du suivant. Son nom est assez commun chez les anciens bretons (18 occurrences dans le cartulaire de Quimperlé). |
| Diles heirguor che[m]bre (i.e. : exilé de Cambrie)                                                       | ca.946-ca.952        | - Proche allié d'Alain Barbetorte, lié au Cap Caval. Connu par ses donations à l'abbaye de Landévennec et aux églises locales ; il n'était sans doute pas comte, mais vicomte. |
| Budic bud ber[t]huc (i.e. : riche en victoires. Il s'agit d'une glose onomastique et non d'une épithète) | fl.970               | - Père du suivant. Appelé aussi Budic castellin (de Châteaulin) du cartulaire de Quimperlé : C'est le premier comte dont on soit certain qu'il régna sur la Cornouaille. Fondateur de la maison de Cornouaille. |
| Benoît ou Binidic                                                                                        | ca.990-ca.1022       | - Père du suivant. Évêque et comte, épouse Guigoedon, fille de l'évêque Orscand de Vannes. Son deuxième fils Orscand reprit la charge épiscopale, et son petit-fils Benoît ou Binidic à sa suite. |
| Alain Canhiart / Kann Yac'h (i.e. : combattant vigoureux)                                                | 1020-1058            | - Père du suivant. Épouse la nobilissime Judith, fille de Judicaël de Nantes. Fonde l'l'abbaye Sainte-Croix de Quimperlé. Deux de ses fils, Waroch et Benoît (Binidic), deviendront évêques de Nantes ; le troisième sera duc de Bretagne.                                                                              |
| Hoël II de Bretagne (ou Houel, Huuel)                                                                    | 1058-1084            | - Comte de Cornouaille, de Nantes par sa mère, et duc de Bretagne grâce à son épouse à partir de 1066. Son fils, Alain IV Fergent (i.e. : le parfait brave), reprendra la couronne ducale et épousera en premières noces Constance de Normandie, fille du duc et roi d'Angleterre Guillaume.                            |

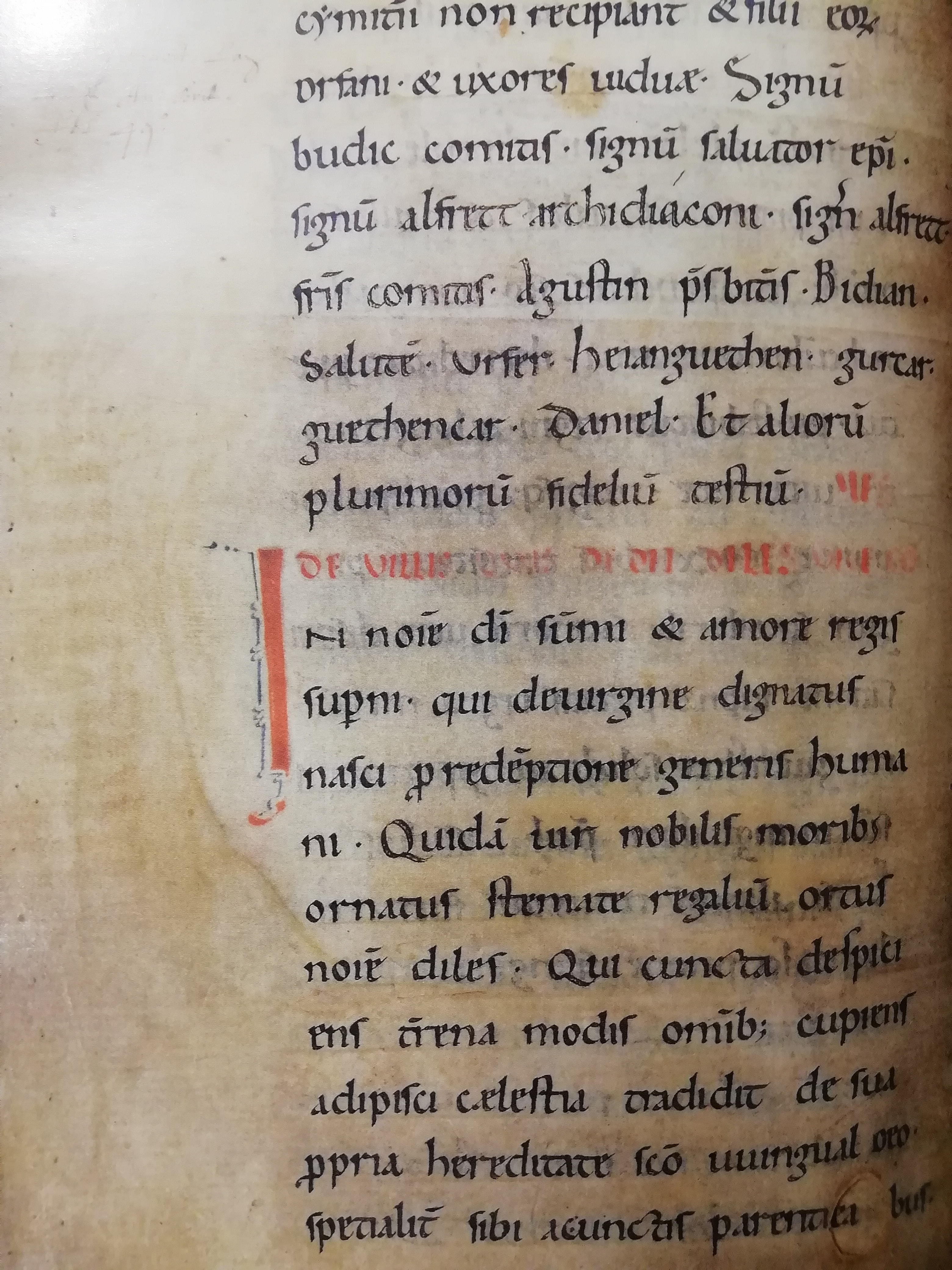
Extrait du cartulaire décrivant des villae données à l'abbaye par le vicecomes Diles (Ego Diles haec omnia do et concedo Sancto Uuingualoeo in dicumbitione...).
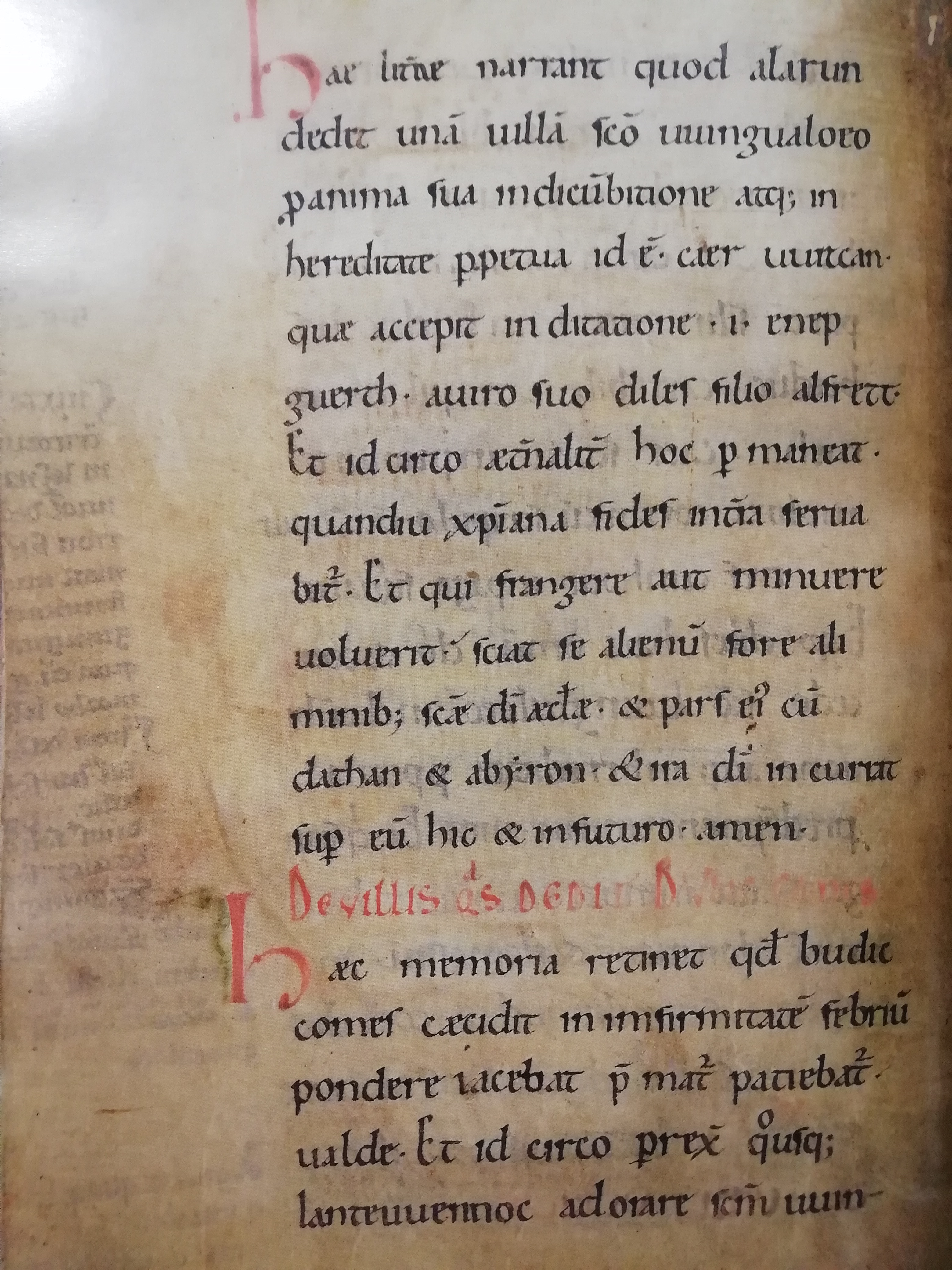
Extrait De villis quas dedit Budicus du cartulaire, décrivant une donation de Budic à saint Guénolé pour le remercier d'une guérison miraculeuse.
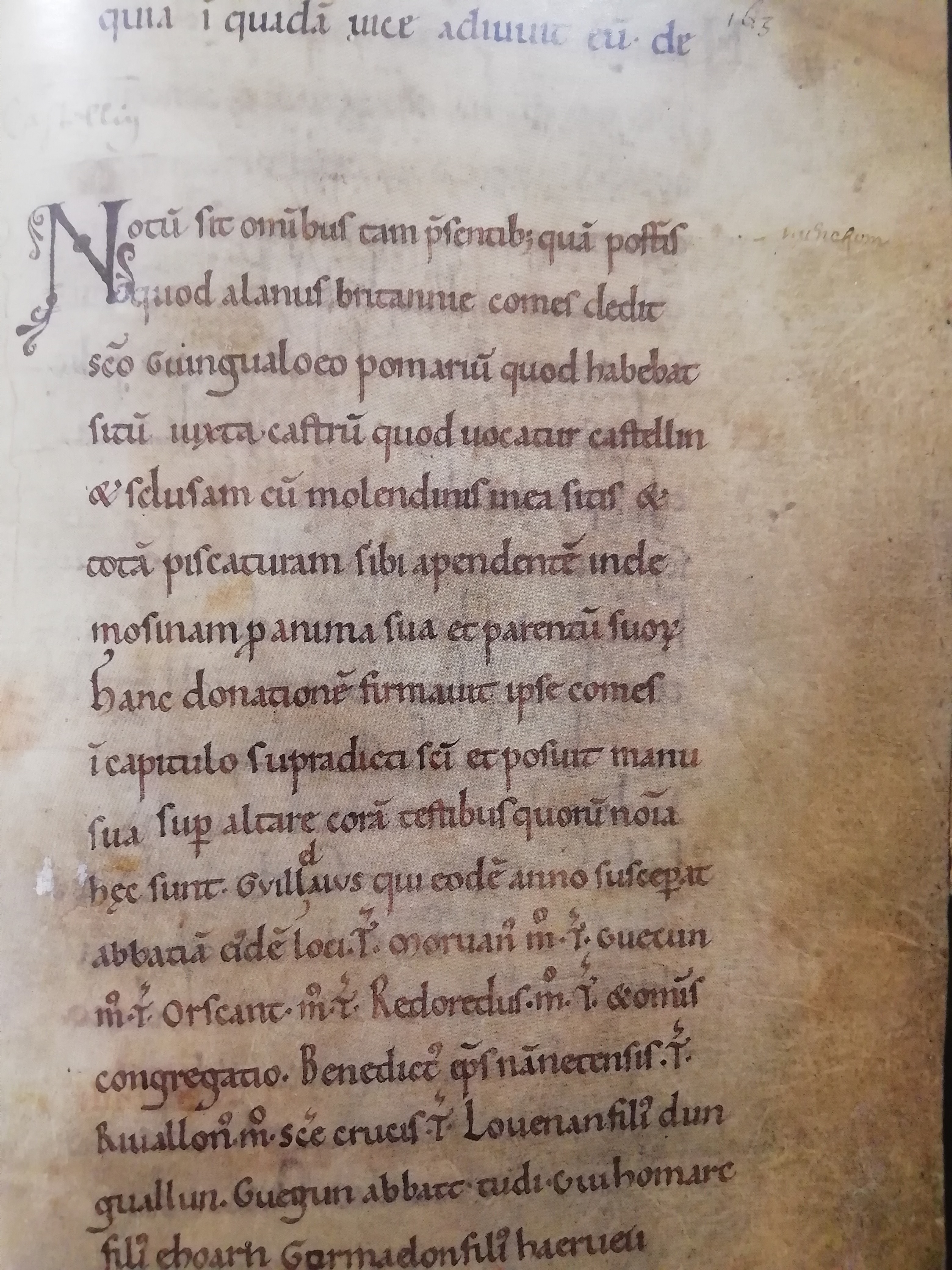
Récit concernant Alain Canhiart, sa mère Guigoedon et ses biens à proximité du castrum de Castellin : La majorité du texte est cependant tardive (XIIe/XIIIe siècle).

Après l'accession au duché de la maison de Cornouaille, Henri Ier Beauclerc deviendra suzerain de Bretagne dès le début du XIIe siècle. La Cornouaille, elle, est laissée aux évêques qui s'arrogent ainsi le pouvoir temporel depuis Quimper.

### Source:Saint Mélar
La Vita sancti Melari (Méloir) donne une liste sensiblement différente :
- Lex ou Regula, fondateur de la dynastie
- Daniel
- Budic, père de
- Miliau et Rivod (ce Miliau, celui de Guimilliau et de Ploumiliau, fut le père de Méloir, tué comme son père par son oncle l'ambitieux Rivod)
- Iahan Reith
- Daniel Unua
- Gradlon Flam
- Concar Cheroenoc
- Budic Mur, (fils du précédent)
- Fragual Fradleoc, meurt vers l'an 600[réf. nécessaire]

interruption de quatre siècles
- Gradlon Plueneor (règne au Xe siècle) et suivants

### Oubliés
Il manque à ces listes les comtes historiquement attestés dans des actes :
- Rivelen, frère du roi de Bretagne Salomon Ier et neveu de Nominoë
- Gourmaëlon (908-913), régent du royaume de Bretagne après la mort d'Alain le Grand.

Prétendant tardif et fantaisiste :
- Alain de Cornouaille, chef chouan de Briec.

## Sources
- André Chédeville & Hubert Guillotel, La Bretagne des saints et des rois : Ve – Xe siècle, Rennes, Ouest-France Université, 1984 (ISBN 2858826137), p. 77-82 Les princes de Cornouaille
- Louis Lemoine et Bernard Merdrignac, Corona Monastica. Moines bretons de Landévennec, histoire et mémoire celtique. Mélange offets au Père Marc Simon, Rennes, Presses universitaires de Rennes, 2004 (ISBN 9782753500280), Généalogies et secrets de famille § II.